# Campestre da Serra
Campestre da Serra är en kommun i Brasilien.   Den ligger i delstaten Rio Grande do Sul, i den södra delen av landet, 1 500 km söder om huvudstaden Brasília. Antalet invånare är 3 247.
I omgivningarna runt Campestre da Serra växer huvudsakligen savannskog. Runt Campestre da Serra är det mycket glesbefolkat, med 5 invånare per kvadratkilometer.